# Samraong
Samraong (in lingua khmer:សំរោង) è una città della Cambogia situata nella provincia di Oddar Meancheay, nel nord-ovest del Paese, ed è capoluogo dell'omonimo distretto. Dato che il suo significa semplicemente "giungla fitta", si possono trovare parecchi villaggi (phum) con lo stesso nome in tutta la Cambogia, ad esempio ve ne sono diversi nella provincia di Siem Reap.
Circa 30 km a nord di Samraong è situato il posto di confine con la Thailandia di O Smach.